# Canton de Montréal (Gers)
Pour les articles homonymes, voir Canton de Montréal.

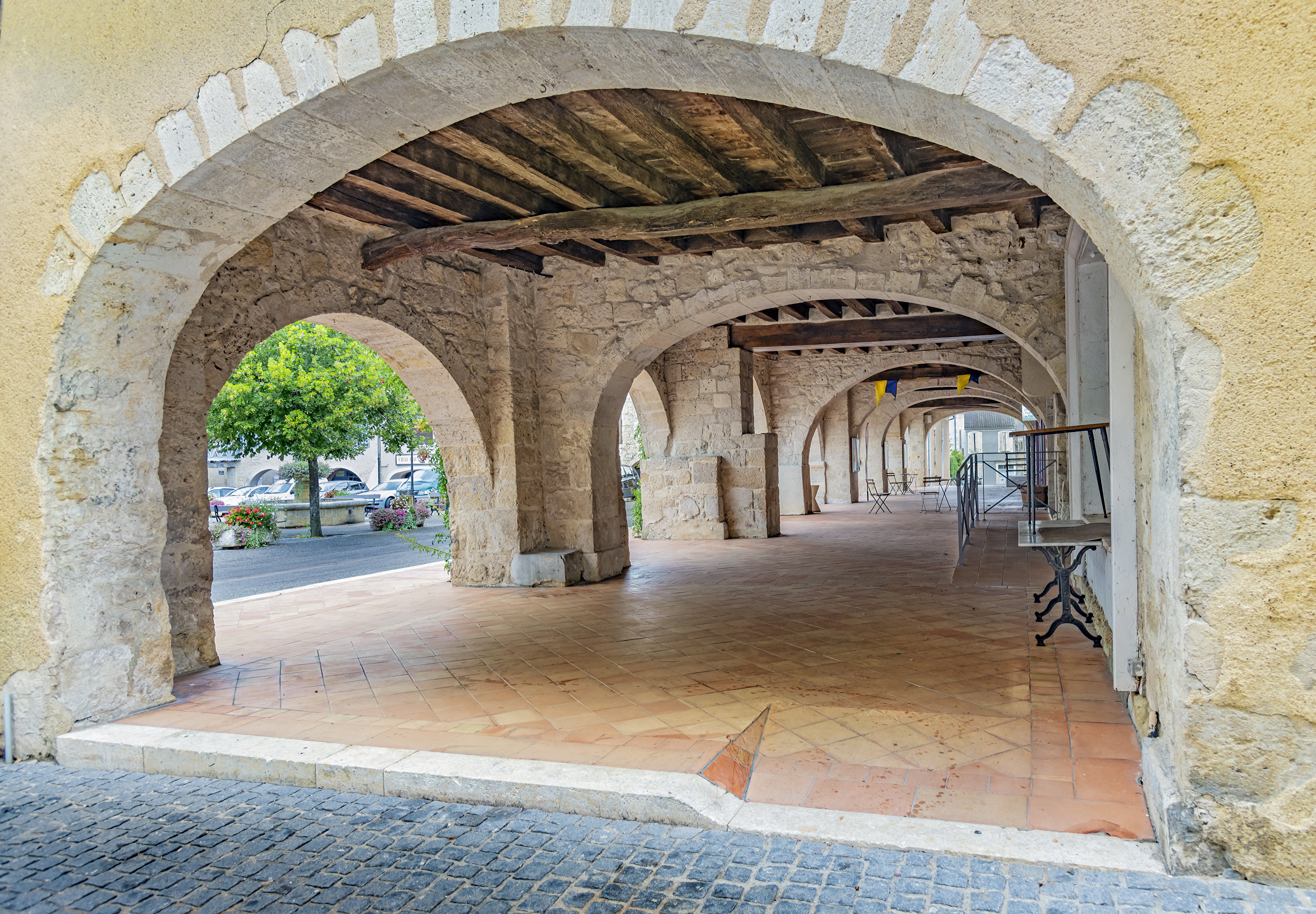
Montréal (Gers)

Le canton de Montréal est une ancienne division administrative française située dans le département du Gers et la région Midi-Pyrénées.

## Géographie
Ce canton était organisé autour de Montréal dans l'arrondissement de Condom. Son altitude variait de 64 m (Fourcès) à 186 m (Castelnau-d'Auzan) pour une altitude moyenne de 143 m.

## Composition
Le canton de Montréal regroupait neuf communes et comptait 4 967 habitants (population municipale) au 1er janvier 2012.
| Nom                 | Code Insee | Intercommunalité     | Superficie (km2) | Population (dernière pop. légale) | Densité (hab./km2) |
| ------------------- | ---------- | -------------------- | ---------------- | --------------------------------- | ------------------ |
| Castelnau-d'Auzan   | 32079      | CC du Grand Armagnac | 43,79            | 1 047 (2013)                      | 24                 |
| Cazeneuve           | 32100      | CC de la Ténarèze    | 8,31             | 140 (2013)                        | 17                 |
| Fourcès             | 32133      | CC de la Ténarèze    | 23,72            | 272 (2014)                        | 11                 |
| Gondrin             | 32149      | CC du Grand Armagnac | 34,76            | 1 143 (2014)                      | 33                 |
| Labarrère           | 32168      | CC la Tenarèze       | 12,99            | 212 (2013)                        | 16                 |
| Lagraulet-du-Gers   | 32180      | CC de la Ténarèze    | 27,22            | 521 (2014)                        | 19                 |
| Larroque-sur-l'Osse | 32197      | CC de la Ténarèze    | 15,07            | 238 (2014)                        | 16                 |
| Lauraët             | 32203      | CC de la Ténarèze    | 12,71            | 257 (2014)                        | 20                 |
| Montréal            | 32290      | CC de la Ténarèze    | 63,05            | 1 177 (2014)                      | 19                 |

## Représentation

### Conseillers généraux de 1833 à 2015
| Période                                  | Période          | Identité                            | Étiquette    | Qualité |
| ---------------------------------------- | ---------------- | ----------------------------------- | ------------ | --- |
| 1833                                     | 1845             | Jean Joseph Berès de Herré (?-1890) | Républicain  | Médecin, maire de Castelnau-d'Auzan                                                                                                   |
| 1845                                     | 1848             | Mathias Saint-Etienne               |              | Président du Tribunal civil de Condom                                                                                                 |
| 1848                                     | 1852             | Jean Joseph Berès de Herré          | Républicain  | Médecin, maire de Castelnau-d'Auzan                                                                                                   |
| 1852                                     | 1871             | Mathias Saint-Etienne               |              | Président du Tribunal civil de Condom                                                                                                 |
| 1871                                     | 1887 (démission) | Louis Vital Sansot                  | Républicain  | Propriétaire et négociant |
| 1887                                     | 1899 (décès)     | Etienne Jégun                       | Rad.         | Propriétaire à Caupenne Docteur en médecine Maire de Gondrin                                                                          |
| 1900                                     | 1904 (décès)     | Martial Larroche                    | Rad.         | Maire de Lagraulet, ancien conseiller d'arrondissement                                                                                |
| 1904                                     | 1913             | Baptiste Hourteillan                | Rad.         | Propriétaire à Lagraulet |
| 1913                                     | 1925             | Joseph Ducaud                       | Rad.         | Propriétaire viticulteur Maire de Cazaubon (1909-1926) Député (1919-1924)                                                             |
| 1925                                     | 1940             | Ludovic Lapeyrère                   | Rad.         | Entrepreneur de travaux publics, conseiller d'arrondissement                                                                          |
|                                          |                  |                                     |              | |
| 1943                                     | 1945             | Jean Marou                          |              | Maire de Cazeneuve Nommé conseiller départemental en 1943                                                                             |
|                                          |                  |                                     |              | |
| 1945                                     | 1949             | Charles Lavardac (1897-1976)        | SFIO         | Agriculteur, ancien résistant, maire de Lauraët (1935-1941, 1945-1959)                                                                |
| 1949                                     | 1967             | Maurice Dépis                       | Rad.ind.     | Agriculteur à Lauraët |
| 1967                                     | 1973             | Jean Desangles (1925-2008)          | FGDS         | Négociant en vin et armagnac Maire de Castelnau-d'Auzan (1959-1970)                                                                   |
| 1973                                     | 1979             | Olivier Marseillan (1908-1989)      | PS           | Exploitant agricole Maire de Lauraët                                                                                                  |
| 1979                                     | 1985             | Georges Lalanne (1922-2019)         | MRG          | Agriculteur et négociant en bestiaux Maire de Castelnau-d'Auzan (1977-2001)                                                           |
| 1985                                     | 2011             | Gérard Bezerra                      | UDF puis UMP | Exploitant de carrière Maire de Montréal depuis 1989 Ancien conseiller régional Suppléant du député Aymeri de Montesquiou (1993-1997) |
| 2011                                     | 2015             | Nicolas Labeyrie                    | PS           | Conseiller commercial Conseiller municipal de Montréal                                                                                |
| Les données manquantes sont à compléter. |                  |                                     |              | |

### Conseillers d'arrondissement (de 1833 à 1940)
| Période                                  | Période | Identité            | Étiquette   | Qualité |
| ---------------------------------------- | ------- | ------------------- | ----------- | --- |
| 1833                                     | 1836    | M. de Lavergne      |             | Ancien officier, propriétaire à Lamothe-Gondrin                                                             |
|                                          |         |                     |             | |
| 1845                                     | 1848    | M. Danvignes fils   |             | Propriétaire à Montréal                                                                                     |
|                                          |         |                     |             | |
| 1880                                     | 1886    | M. Labeyrie         | Républicain | |
| 1886                                     | 1898    | Martial Larroche    | Républicain | Maire de Lagraulet                                                                                          |
| 1898                                     | 1904    | M. Minvielle        | Radical     | Médecin |
| 1904                                     |         | M. Massartic        | Radical     | Président du Comité républicain de Montréal                                                                 |
|                                          |         |                     |             | |
| 1922                                     | 1925    | Ludovic Lapeyrère   | Rad.        | Entrepreneur de travaux publics                                                                             |
| 1922                                     |         | M. Rogès            | Rad.        | Médecin |
| 1925                                     |         | M. Aurensan         | Radical     | |
|                                          |         | Jean-Bernard Lamore | Radical     | Viticulteur, maire de Labarrère                                                                             |
| 1940                                     |         |                     |             | Les conseils d'arrondissement ont été suspendus par la loi du 12 octobre 1940 et n'ont jamais été réactivés |
| Les données manquantes sont à compléter. |         |                     |             | |

## Démographie
| 1962  | 1968  | 1975  | 1982  | 1990  | 1999  | 2006  | 2011  | 2012  |
| ----- | ----- | ----- | ----- | ----- | ----- | ----- | ----- | ----- |
| 6 778 | 6 358 | 5 536 | 5 126 | 4 901 | 4 741 | 4 927 | 4 995 | 4 967 |

## Aux alentours
- - Arène pour la Course landaise.
  - Anciens Chais d'Armagnac.
  - La bastide de Bretagne-d'Armagnac.
  - La Cathédrale Sainte-Marie d'Auch, Auch.
  - La Ganaderia de Buros.
  - La Villa gallo-romaine de Séviac.
  - La bastide médiévale de Montréal et son musée.
  - La Bastide Gasconne Fourcès.
  - La ville d'Eauze et son Trésor.
  - Le Collégiale Saint-Pierre, La Romieu.
  - Le Chemin du Puy : entre Lectoure et Condom.
  - Le festival de jazz de Marciac.
  - Le musée d'Artagnan à Lupiac.
  - Le Pont d’Artigue ou de Lartigue, Beaumont-sur-l’Osse.
  - Le village fortifié Larressingle.
  - Les thermes de Barbotan-les-Thermes.
  - Sites sacrés sur les chemins de la Pèlerinage de Saint-Jacques-de-Compostelle.